# Thaneroclerinae
Thaneroclerinae es una subfamilia de coleópteros polífagos que pertenecen a la familia Cleridae.

## Géneros
- Abana
- Compactoclerus
- Isoclerus
- Neoclerus
- Thaneroclerus Lefebvre, 1838
- Viticlerus
- Zenodosus